# Kayabaşı, Aybastı
Kayabaşı là một xã thuộc huyện Aybastı, tỉnh Ordu, Thổ Nhĩ Kỳ. Dân số thời điểm năm 2010 là 106 người.